# Kunigunda av Luxemburg
Sankt Kunigunda av Luxemburg, född cirka 978, död 3 mars 1033 var en tysk-romersk kejsarinna och helgon; gift 998 med Henrik II. Kunigunda var politiskt aktiv. Hon var interimsregent i Tyskland under kejsarvalet efter makens död 1024.

## Biografi
Kunigunda var dotter till Siegfried I av Luxemburg och Hedwig av Norgau. 
Hon gifte sig 998, hennes make blev kung 1002. Hon kröntes till drottning 1002 och till kejsarinna 1014. Kunigunda och Henrik ska ha gift sig för religiös samvaro och uppges aldrig ha fullbordat äktenskapet. Hon var en aktiv politiker som agerade medlare i konflikter och representerade maken vid många tillfällen.
Efter kejsarens död 1024 fungerade hon som regent mellan makens död och valet av nästa kejsare. Hon drog sig sedan tillbaka till det av henne själv grundade klostret Kaufungen vid Kassel, där hon levde som nunna. Hon ligger begraven vid sin makes sida i domen i Bamberg.

## Eftermäle
Asteroiden 936 Kunigunde är uppkallad efter henne.

## Helgon
Kunigunda vördas som helgon inom Romersk-katolska kyrkan. Hennes minnesdag firas den 3 mars.